# Doha Hany
Pour les articles homonymes, voir Hany.
Doha Mohamed Hany Mostafa Kamal Mohamed Tawfik (née le 10 septembre 1997 au Caire) est une joueuse égyptienne de badminton.

## Carrière
Elle commence à jouer au badminton à l'âge de cinq ans, et intègre l'équipe nationale en 2013. En 2014, elle remporte la médaille de bronze aux Jeux africains de la jeunesse, puis représente son pays aux Jeux olympiques de la jeunesse 2014 à Nanjing en Chine,.

## Palmarès
Championnats d'Afrique de badminton
- 2025 :  Médaille de bronze par équipe mixte.
- 2025 :  Médaille d'argent en simple dames.
- 2024 :  Médaille d'argent en double mixte.
- 2023 :  Médaille d'or par équipe mixte.
- 2023 :  Médaille d'argent en double mixte[3].
- 2022 :  Médaille d'or par équipe dames.
- 2022 :  Médaille d'argent en simple dames.
- 2022 :  Médaille de bronze en double dames.
- 2021 :  Médaille d'or par équipe mixte.
- 2021 :  Médaille d'argent en simple dames.
- 2021 :  Médaille d'argent en double mixte.
- 2019 :  Médaille de bronze en simple dames.
- 2019 :  Médaille de bronze en double mixte, avec Adham Hatem Elgamal.
- 2019 :  Médaille de bronze par équipe mixte.
- 2018 :  Médaille d'argent en double dames, avec Hadia Hosny.
- 2018 :  Médaille de bronze en simple dames.
- 2018 :  Médaille de bronze en double mixte, avec Adham Hatem Elgamal.
- 2017 :  Médaille d'or par équipe mixte.
- 2017 :  Médaille d'argent en double dames, avec Hadia Hosny.
- 2017 :  Médaille de bronze en double mixte, avec Adham Hatem Elgamal.
- 2016 :  Médaille d'argent par équipe dames

Jeux africains
- Jeux africains de 2019 :  Médaille de bronze par équipe
- Jeux africains de 2023 :  Médaille d'argent en double mixte, avec Adham Hatem Elgamal (en)
- Jeux africains de 2023 :  Médaille de bronze en double dames avec Nour Ahmed Youssri

Jeux méditerranéens
- Jeux méditerranéens de 2022 :  Médaille de bronze en simple dames

Tournois BWF
En simple :
- Egypt International 2015 :  Médaille d'argent.
- Ethiopia International (en) 2015 :  Médaille d'or.

En double dames :
- Uganda International (en) 2018 :  Médaille d'or avec Hadia Hosny.
- Algeria International (en) 2018 :  Médaille d'or avec Hadia Hosny.
- Uganda International (en) 2017 :  Médaille d'or avec Hadia Hosny.
- Botswana International (en) 2016 :  Médaille d'or avec Hadia Hosny.
- Egypt International 2015 :  Médaille d'or avec Hadia Hosny.
- Morocco International (en) 2013 :  Médaille d'or avec Naja Mohamed.
- Ethiopia International (en) 2013 :  Médaille d'argent avec Naja Mohamed.

En double mixte :
- Ethiopia International (en) 2015 :  Médaille d'argent avec Ali Ahmed El-Khateeb.
- Zambia International 2014 :  Médaille d'argent avec Ali Ahmed El-Khateeb.
- Ethiopia International (en) 2013 :  Médaille d'or avec Huessin Abdelrahman.